# Paracanthocephaloides chabanaudi
Paracanthocephaloides chabanaudi är en hakmaskart som först beskrevs av Dollfus 1951.  Paracanthocephaloides chabanaudi ingår i släktet Paracanthocephaloides och familjen Arhythmacanthidae. Inga underarter finns listade i Catalogue of Life.